# Albrecht Elof Ihre
Albrecht Elof Ihre, född 6 oktober 1797 i Ekerö församling, Stockholms län, död där 9 augusti 1877, var en svensk friherre, en av rikets herrar och ämbetsman. Han var son till kanslirådet Albrecht Ihre och dennes hustru Anna Sophia Bäck samt sonson till Johan Ihre.

## Biografi
Ihre utnämndes 1819 till kopist i kanslistyrelsen och 1823 till andre sekreterare i kabinettet för utrikes brevväxling för att redan 1824 bli legationssekreterare vid ambassaden i Konstantinopel.
Då han kom hem blev han utnämnd till kammarherre 1827 och kabinettssekreterare 1831. 1838–1840 var han tillförordnad hovkansler, ecklesiastikminister 1840–1842, tillförordnad utrikesstatsminister 1840–1842, utrikesstatsminister 1842–1848. Albrecht Elof Ihre invaldes 1842 som ledamot nummer 475 av Kungliga Vetenskapsakademien.
År 1843 upphöjdes han till friherre och invaldes 1848 i Svenska Akademien på stol nummer 3, men tog aldrig inträde. Akademien hävde invalet 1859.
Ihre var ogift och barnlös och slöt därmed själv den friherrliga grenen av ätten Ihre. Han är begravd på Norra begravningsplatsen utanför Stockholm.

## Utmärkelser

### Svenska utmärkelser
- Riddare och kommendör av Kungl. Maj:ts Orden (Serafimerorden), 23 november 1846.[3]
- Kommendör av Nordstjärneorden, 4 juli 1841.[3]

### Norska utmärkelser
- Storkorset av Norska Sankt Olavs orden, 21 maj 1847.[3]

### Utländska utmärkelser
- Kommendör av Belgiska Leopoldsorden, 8 oktober 1838.[3]
- Storkorset av Danska Dannebrogorden, 31 maj 1842.[3]
- Storkorset av Grekiska Frälsareorden, 1847.[3]
- Riddare av storkorset av Italienska Sankt Mauritius- och Lazarusorden, 1839.[3]
- Storkorset av Nederländska Lejonorden, 1847.[3]
- Riddare av andra klassen av Ryska Sankt Stanislausorden, 1 maj 1838.[3]
- Storkorset av Spanska Isabella den katolskas orden, 1841.[3]